# ردکلیف (ویسکانسین)
ردکلیف (به انگلیسی: Red Cliff) یک منطقهٔ مسکونی در ایالات متحده آمریکا است که در ویسکانسین واقع شده‌است. ردکلیف ۱۹۵٫۰۷ متر بالاتر از سطح دریا واقع شده‌است.